# (16203) Jessicastahl
(16203) Jessicastahl (2000 CH32) – planetoida z pasa głównego asteroid okrążająca Słońce w ciągu 4,1 lat w średniej odległości 2,56 j.a. Odkryta 2 lutego 2000 roku.